# Patrick Bouchard
Pour les articles homonymes, voir Bouchard.
Patrick Bouchard est un animateur québécois qui travaille l'animation en volume. Il a remporté trois fois le prix Jutra du meilleur film d'animation : en 2003 pour Les Ramoneurs cérébraux, en 2006 pour Dehors novembre et en 2013 pour Bydlo. En 2018, Le Sujet (en) est sélectionné à la 50e Quinzaine des réalisateurs au Festival de Cannes.

## Biographie

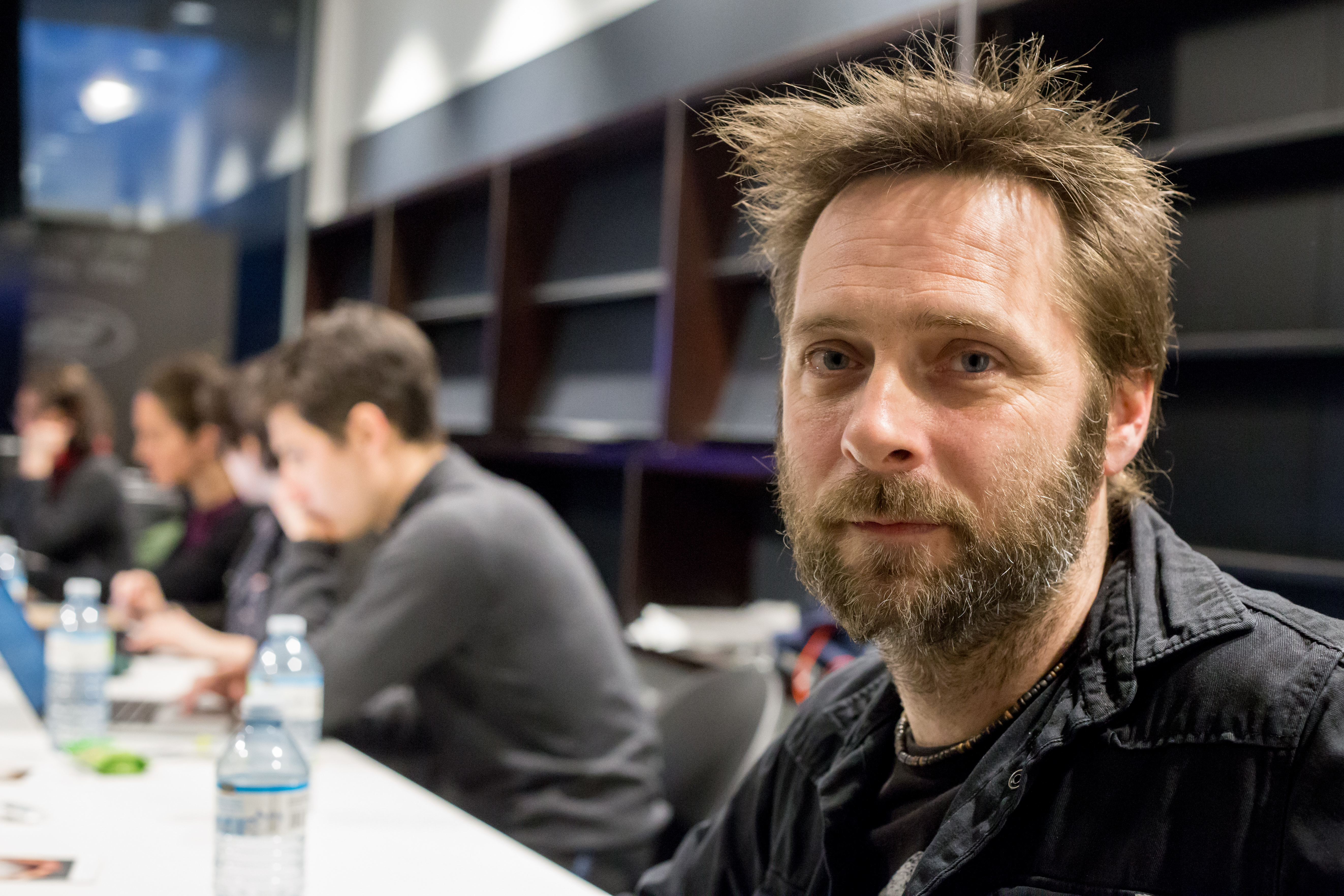
Atelier Cinémathèque québécoise avec Patrick Bouchard, 2018.

Patrick Bouchard est né en 1974 à Chicoutimi. Il étudie le cinéma et les arts visuels au Cégep de Chicoutimi puis à l'Université du Québec à Chicoutimi où il obtient un baccalauréat interdisciplinaire en arts,. Film d'études, le court métrage Jean Leviériste est diffusé à Télé-Québec ainsi qu'au festival Regard sur la relève du cinéma québécois au Saguenay en 1999. 
Il est le premier cinéaste d'animation québécois à être soutenu par l'Office national du film du Canada pour réaliser au Québec un projet en dehors de Montréal. C'est dans ce contexte qu'a été conçu Les Ramoneurs cérébraux, qui a demandé 18 mois de travail et dont le lancement a eu lieu dans le cadre de la Semaine mondiale de la marionnette. Le film lui vaut un prix Jutra dans la catégorie du court ou moyen métrage d'animation. 
Pour ses films suivants, Patrick Bouchard s'établit à Montréal. Dehors novembre, d'après la chanson éponyme du groupe musical Les Colocs, lui vaut un deuxième prix Jutra. Le film suivant, Révérence, coréalisé avec Martin-Rodolphe Villeneuve, est son troisième film professionnel.
En 2007, Patrick Bouchard utilise l'argile pour un court métrage artisanal, Talon d'argile, réalisé en 24 heures. La rencontre avec ce matériau a une incidence sur son travail. Pour ses films suivants, Bydlo et Le Sujet, il a ainsi recours a la plastiline, un matériau qui se prête bien au moulage. Bydlo lui vaut un troisième prix Jutra, et Le Sujet, un quatrième (le prix ayant été renommé Iris). 

## Filmographie
- 1996 : Jean Leviériste
- 2002 : Les Ramoneurs cérébraux (The Brainwashers)
- 2005 : Dehors novembre, inspiré de la chanson Dehors novembre des Colocs[6]
- 2007 : Talon d'argile
- 2007 : Révérence (Subservience)
- 2012 : Bydlo, inspiré par l’œuvre éponyme Bydlo de Modeste Moussorgski[12]
- 2018 : Le Sujet (en)

## Récompenses et nominations

### Récompenses
- 2003 : Jutra du meilleur court métrage d'animation pour son film Les ramoneurs cérébraux[13]
- 2003 : Prix du Meilleur son (Olivier Calvert) pour son film Les ramoneurs cérébraux[14]
- 2005 : Prix Off Court du volet courts métrages du Festival international de musique actuelle de Victoriaville pour son film Dehors novembre[13]
- 2005 : Jutra du meilleur court métrage d'animation pour son film Dehors novembre[15]
- 2012 : Jabberwocky d'or au festival Etiuda & Anima de Cracovie pour son film Bydlo[16]
- 2012 : Prix spécial Coup de cœur animation, remis à l'occasion du Fantastique week-end du court métrage québécois, l'événement thématique du festival FanTasia en août 2012 pour son film Bydlo
- 2013 : Prix du meilleur film d'animation au Festival international du court métrage de Clermont-Ferrand pour son film Bydlo[17],[18]
- 2013 : Jutra du Meilleur court ou moyen métrage d’animation pour son film Bydlo[3],[19]
- 2018 : Prix Guy-L.Coté du meilleur film canadien d'animation pour son film Le Sujet[20].
- 2019 : Iris du Meilleur court métrage d’animation pour Le Sujet[11].

### Nominations
- 2005 : Présenté en compétition au Festival international du film d'animation d'Annecy pour son film Dehors Novembre[21]
- 2005 : En nomination au Prix Genie pour son film Dehors Novembre[22]
- 2012 : En nomination au festival FanTasia pour son film Bydlo[23]
- 2013 : En nomination au Prix Écrans canadiens pour son film Bydlo[22],[18]
- 2018 : Sélection à la 50e Quinzaine des réalisateurs au Festival de Cannes pour son film Le Sujet[24]
- 2018 : En compétition au Festival international du film d'animation d'Annecy pour son film Le Sujet[25]